# Alluvium (Album)
Alluvium ist ein Jazzalbum von Dom Minasi und Hans Tammen. Die wohl 2014 entstandenen Aufnahmen erschienen 2014 auf dem Label Straw2gold Pictures.

## Hintergrund
Mitte der 2010er-Jahre legte der Gitarrist Dom Minasi mehrere Duoalben vor, Duets: NYC/Woodstock, aufgenommen mit dem Saxophonisten Chris Kelsey, und The Sunshine Don’t Mind My Singing, mit Blaise Siwula. Für sein drittes Duo-Projekt arbeitete Minasi mit einem weiteren Gitarristen zusammen, dem aus Deutschland stammenden, in New York lebenden Hans Tammen. Zusammen spielten sie 16 kurze Improvisationen ein. Mit dem Quartettalbum Eight Hands One Mind setzten Minasi und Tammen ihre Zusammenarbeit fort.

## Titelliste
- Dom Minasi & Hans Tammen: Alluvium (Straw2gold Pictures)[1]

1. Alluvium
2. Sand and Rain
3. Hurricane
4. Finger Dance
5. Broken Promises
6. Don’t Look Back
7. Whispers From The Heart
8. Chasing Bulls
9. Silt
10. Fluvial
11. Nervous Erosion
12. Clearwater Flow
13. Gemstones
14. Illuvium
15. Entrainment Velocity
16. Rapid Erosin

Die Kompositionen stammen von Dom Minasi und Hans Tammen.

## Rezeption
Indem Minasi und Gitarrist Hans Tammen dieses Album „Alluvium“ nannten und Miniaturwerke mit Titeln wie „Silt“ und „fluvial“ schaffen, scheinen sie sich mit der Idee des Klangs als Sediment zufriedenzugeben, schrieb Dan Bilawsky in All About Jazz. Es handle sich um ein beeindruckendes Klangerlebnis, das mit verschiedenen Mitteln realisiert werde. Die Musik klinge mal schmutzig und schlammig, aber auch kristallisiert und klar. Zu hören, wie Minasi und Tammen herumstöbern und intuitiv miteinander und gegeneinander spielen, sei ein Erlebnis. Sie würden sich als kompromissloses Paar erweisen, das in der Lage sei, stimmungsvolle Klanglandschaften, klangliche Kuriositäten und auch rohe Episoden zu erschaffen, die bis ins Mark gehen.
Obwohl sich jede von Minasis Duosessions [mit Tammen, Kelsey und Siwula] auf unterschiedliche Weise artikuliere, so Bilawsky, trügen sie alle dazu bei, ein umfassenderes Bild von Dom Minasis Kunst zu zeichnen. Er habe immer wieder inspiriert und kraftvolle Musik kreiert, die offene Hörer anspreche.
Auf Alluvium würde ein Showdown zwischen elektronisch induzierter Künstlichkeit und reinen Instrumentaltönen stattfinden, meint Ken Waxman (JazzWord). Außer in diesem Fall würden Minasis Fertigkeiten mit dem Plektrum eher zum Mainstream passen. Der erfahrene Gitarrist habe neben experimentelleren Streifzügen auch eine transformative Herangehensweise an Standards beibehalten. Obwohl sich viele der Improvisationen auf Räume zu konzentrieren scheinen, die entstehen, wenn Gitarristen hoch oben auf dem Hals unterhalb des Stegs spielen und undeutliche Fingersätze verwenden, seien das zugrunde liegende Kontinuum und das gewagte Fingerpicking weit von elektronischen Schnittstellen oder Effekten entfernt.